# Lacunaria crenata
Espèce
Statut de conservation UICN

 LC  : Préoccupation mineure
Lacunaria crenata est une espèce de plantes à fleurs de la famille des Quiinaceae, selon la classification classique, de la famille des Ochnaceae, selon la classification phylogénétique. C'est un arbre originaire de l'Amérique centrale jusqu'au Brésil. Elle a été décrite pour la première fois par Edmond Tulasne en 1849 sous le basionyme de Quiina crenata.

## Répartition
Lacunaria crenata est originaire d'Amérique centrale (Costa Rica, Honduras et Nicaragua et Panama) et du Nord de l'Amérique du Sud (Brésil, Colombie, Équateur, Guyane française, Guyane, Pérou, Surinam et Venezuela).
C'est un arbre qui pousse principalement dans le biome tropical humide. Il est utilisé pour l'alimentation.

## Conservation
Lacunaria panamensis a été classée « Espèces en voie de disparition (statut UICN)|en voie de disparition » dans la Liste rouge de l'UICN de 1998, où elle serait originaire uniquement du Costa Rica, du Honduras et du Panama, L. panamensis était considéré comme synonyme de Lacunaria crenata subsp. crenata, qui a une distribution beaucoup plus large, se trouvant dans toute l'aire de répartition de Lacunaria crenata,.

## Liste des sous-espèces
Selon GBIF (28 décembre 2023) et Plants of the World Online :
- Lacunaria crenata subsp. crenata
- Lacunaria crenata subsp. decastyla (Radlk.) J.V.Schneid. & Zizka

## Systématique
Le nom correct complet (avec auteur) de ce taxon est Lacunaria crenata (Tul.) A.C.Sm..
L'espèce a été initialement classée dans le genre Quiina sous le basionyme Quiina crenata Tul..